# ゲイリー・フィッシャー

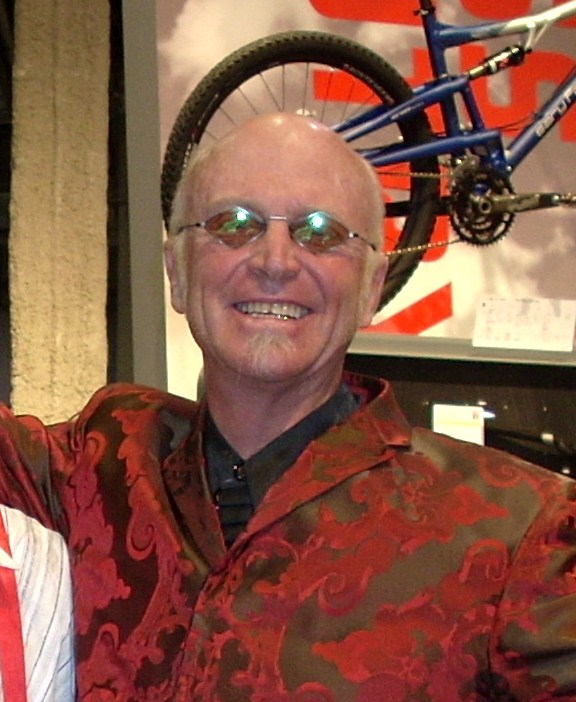
ゲイリー・フィッシャー

ゲイリー・クリストファー・フィッシャー（Gary Christopher Fisher, 1950年11月5日 - ）は、アメリカ合衆国カリフォルニア州マリン郡出身の自転車製作者。同郷のジョー・ブリーズ、トム・リッチーなどとともにマウンテンバイクを創り出した一人。
なお、本項ではフィッシャーらが創設した自転車ブランド、ゲイリー・フィッシャーについても記述する。

## ロードレースへの参加
12歳の頃よりロードレースを開始。10代の頃はロックを愛するヒッピー少年で、長髪のヘアスタイルのために1968年には競技の参加を差し止められたこともあるが1972年には競技に復帰、当時強豪の選手であった。しかしながら当時のロードレース界の堅苦しさをわずらわしく思い、仲間達と「ヴェロ・クラブ・タマルパイアス」を結成した。

## ビーチクルーザーの改造
マウンテンバイクを考案するきっかけとなったのは一説にはモロー・ダート・クラブに所属していたラス・マホンの改造ビーチクルーザーであったと伝えられている。映画『Klunkerz: A Film About Mountain Bikes』によるとシクロクロス競技に参加した改造クルーザーに影響されたという。彼の周りの者はフィッシャーも影響を受けたのだろうと言っているが、本人は競技に集中していたと否定している。彼はこの後1975年に1930年代に作られた変速機のない単純な構造のビーチクルーザーにモトクロス用のブレーキ、ツーリング車用の変速機などを装着するなど現在のマウンテンバイクにつながる改造をした。当時の彼の家にはパーツごとに分解されたビーチクルーザーが壁や天井のいたるところに引っ掛けられており、食事する場所すらなかった。
1976年には、当時一緒に住んでいた友人チャーリー・ケリーが主催していた『リパック』と呼ばれていたダウンヒルレースに参加していた。この競技は斜面を下り終えるとドラムブレーキのオイルが焼け燃え、グリスを「詰めなおす」(repack) 必要があったことから「リパック」と名づけられていた。もっともこれは「競技」というよりも「遊び」の趣向が強かった。当時の改造クルーザーはフロントブレーキもなく、ドリフトしながら速度を制動させつつ急斜面を下るというものであった。フィッシャーは常にこの競技の上位にあった。

## マウンテンバイクへ
最初に自作のマウンテンバイクを作ったのはジョー・ブリーズであった。仲間達がブリーズにマウンテンバイクの製作を依頼する中、フィッシャーは競技仲間で優れたフレームビルダーでもあったトム・リッチーに製作を依頼、これを「マウンテンバイク」と名づけた。そしてケリーと共同で会社を設立、今までマニアしか知られていなかったマウンテンバイクを積極的に販売した。当時の価格で1,300ドルと非常に高価なものであった。
会社を始めた当初は年間160台しか販売していなかったが、翌年には多くの注文が殺到、需要は非常に高かった。しかし流通の整っていなかったパーツの安定した供給に苦労して内情はかなり厳しく、1983年に会社は自然消滅、ケリーが抜けて「フィッシャー・マウンテンバイクス」となった。1991年に台湾のアンレンに買収されたのち、1993年に会社はトレック・バイシクルの傘下に入った。自転車ブランドとしてのゲイリー・フィッシャーは2010年モデルをもって消滅し、2011年モデルからはトレックブランド内のゲイリー・フィッシャーコレクションとなっているが、フィッシャー自身は以降もマウンテンバイクに関わり、第一人者として認められている。
また彼は既存の規格に囚われない斬新な発想をする人物でもあり、初期のマウンテンバイクの強度を上げるためにヘッドパーツ部分を巨大にした「フィッシャーサイズ」と呼ばれる規格を発案したり、最近では平地での高速巡航能力を上げ、同時に不整地での走行を容易にするために既存の26インチとは異なる29インチのホイール（リム部はロードバイクと同じ700cである）を装着したマウンテンバイク「29er（ツーナイナー）」を考案提唱したりしている。

## 代表的車種
トレックによる買収前の代表的な車種は以下の通り
- モンターレ - 草創期に日本で販売された車種。製造は東洋フレームが行っている。
- プロカリバー - 軽量なクロスカントリーレース向けの代表的車種
- マウント・タム - 汎用性の高い中級価格帯品
- タマルパイアス - フィッシャーが青年時代に地元で結成した自転車クラブの名を冠した普及価格帯品
- RS-1 - 前三角フレームにアルミのスイングアームとエラストマーダンパーを組み合わせてリアサスペンションとし、後輪には制動力が強いディスクブレーキを採用したダウンヒル用バイク。今でこそ一般的になっているが、登場時（1992年）はサスペンションフレーム、ディスクブレーキとも草創期で非常に先進的だった。

## その他
アーレン・ローの小説『ナイーブ・スーパー』に「自転車に乗る人は、だれでもぼくの友人だ」という発言が引用されている。
A study of bicycle/motor-vehicle accidents などの著作がある、研究者のゲイリー・フィッシャーとは同姓同名の別人である。